# Краснодарская краевая универсальная научная библиотека имени А. С. Пушкина
Краснода́рская краева́я универса́льная нау́чная библиоте́ка и́мени А. С. Пу́шкина — крупнейшая публичная библиотека Краснодара. Была создана в 1900 году, в честь 100-летия со дня рождения поэта А. С. Пушкина. Первым библиотекарем стал И. А. Кузнецов (1870—1905). Первоначальный фонд составил 2807 томов. Библиотека была платной.
В 1920 году библиотека стала бесплатной. К 1940 году фонд библиотеки составлял 116 тысяч экземпляров. В ходе Великой Отечественной войны немцами было уничтожено свыше 85 тысяч книг, газет, журналов. Здание библиотеки было повреждено взрывами и пожарами.
В 1956 году библиотека переехала в новое здание, в котором находится и в настоящее время. В 1960—70-х годах расширилась структура. В 1990 году в краевой библиотеке был ликвидирован отдел спецхранения. В 1994 году был открыт отдел автоматизации библиотечных процессов.
С 1 октября 2000 года в её структуре введено новое подразделение — редакционно-издательский отдел. В 2001 году был открыт электронный читальный зал.
В 2007 году памятник А. С. Пушкину перенесён и установлен напротив центрального входа библиотеки.
Фонд библиотеки насчитывает более 1,2 млн экземпляров. Собрание редких книг и рукописей насчитывает свыше 10 тысяч томов. Краеведческий фонд насчитывает более 50 тыс. томов. В 2009 году обслужено 46 667 пользователей. Библиотеку посетили 156 тыс. человек.
С 18 июля 2020 года в связи с пандемией COVID-19 в краевой библиотеке в соответствии с постановлением губернатора Краснодарского края В. И. Кондратьева от 17 июля 2020 года  № 417 были введены самые жёсткие (по сравнению с другими регионами Российской Федерации) ограничения при работе с читателями — читальные залы не работали, всё обслуживание сводилось к услугам абонемента (то есть выдаче книг на дом). К прежнему режиму работы библиотека вернулась спустя 20 месяцев — 22 марта 2022 года .